# Parsęta
Die Parsęta ([parˈsɛnta]; deutsch Persante, niederdeutsch Persant  oder Pusant, kaschubisch Pôrsãta) ist ein 143 km, nach anderen Quellen 127,1 km langer Fluss in der polnischen Woiwodschaft Westpommern (ehemals Hinterpommern).

## Name
Erstmals schriftlich erwähnt wurde das Gewässer 1159 („per fluuium parsandi“). Die Deutung des Namens ist unsicher. Er könnte sich von der indogermanischen Wurzel *per(-s)- mit der ungefähren Bedeutung „hindurchkommen, durchqueren (besonders vom Überqueren des Wassers)“ oder von der ebenfalls indogermanischen Wurzel *pers- für „spritzen“ ableiten.

## Verlauf
Der Fluss entspringt in einer Höhe von 137 Metern über dem Meeresspiegel bei Parsęcko (Persanzig), fließt stark mäandernd Richtung Norden und mündet bei Kołobrzeg (Kolberg) in die Ostsee.
Der Flussverlauf ist vielgestaltig: Während die Parsęta an der Quelle ein Feuchtgebiet speist, ist sie danach in einem Graben gefasst. Durch das Einzugsgebiet von 3145 km² und ein verhältnismäßig großes Gefälle hat sie im weiteren Oberlauf den Charakter eines Wildwasserbaches. Bei Białogard (Belgard) ist sie eingedeicht, am Dorf Rościno (Rostin) befinden sich ein Wasserkraftwerk und ein Stauwehr. Später fließt sie durch Auwälder, Wiesen und Torfmoore und ist außer im Stadtgebiet von Kołobrzeg nur mit einem Wehr gestaut. Dort teilt sich der Fluss in den Hauptlauf und den Kanał Drzewny (Holzkanal), dessen Zufluss durch einen Schütz reguliert wird und der in den Fischereihafen mündet. Die hölzernen Dämme bzw. Uferbefestigungen der Persante aus der Zeit vor dem Zweiten Weltkrieg sind häufig überspült und nur noch in Resten vorhanden, der Flusslauf unterliegt damit wieder seiner natürlichen Dynamik.
Während der Oberlauf immer wieder stark durch Baumhindernisse blockiert ist, ist die Parsęta ab Karlino (Körlin) für den Kanusport geeignet, es gibt ausgewiesene Wasserwanderrastplätze.
Der Name des Flusses ist nach Linguistenmeinung prußisch zu deuten: „perses“ ist eine sumpfige Stelle im Wald oder auch eine nicht zufrierende Stelle im Eis. Der deutsche Name Persante ist somit als „Sumpffluss“ zu übersetzen. Sie gilt als die westliche Grenze des einstmals baltischen Sprachgebietes.
|  |